# Charles Paturel
Pour les articles homonymes, voir Paturel.
Charles Paturel (Saint-Brieuc, 5 février 1815 - Saint-Brieuc, 20 juillet 1887) est un peintre et photographe français.

## Biographie
Charles Paturel est un photographe breton actif à Saint-Brieuc, qui a réalisé quelques portraits et des photographies d'architecture, notamment à Saint-Brieuc.

## Galerie

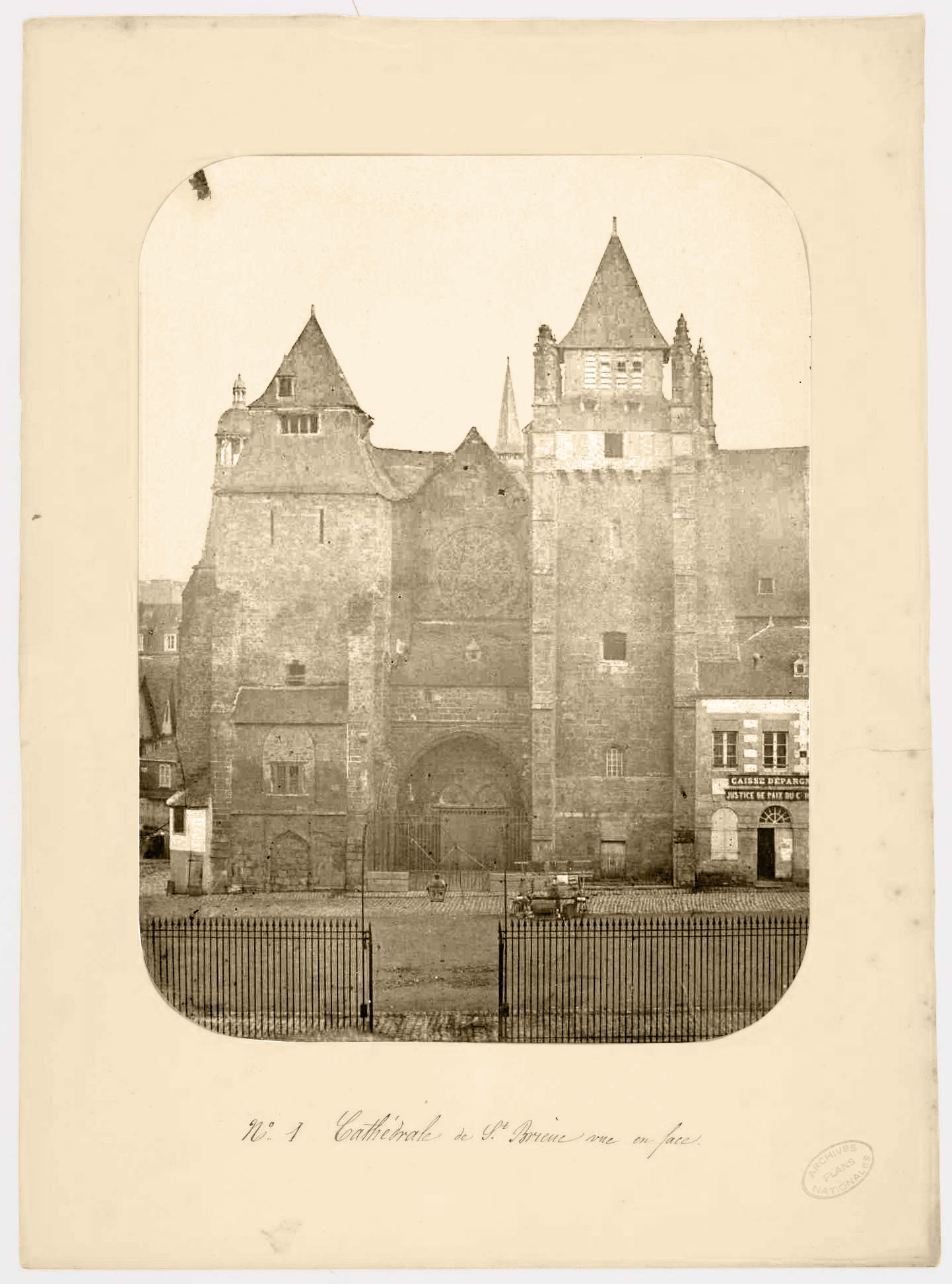
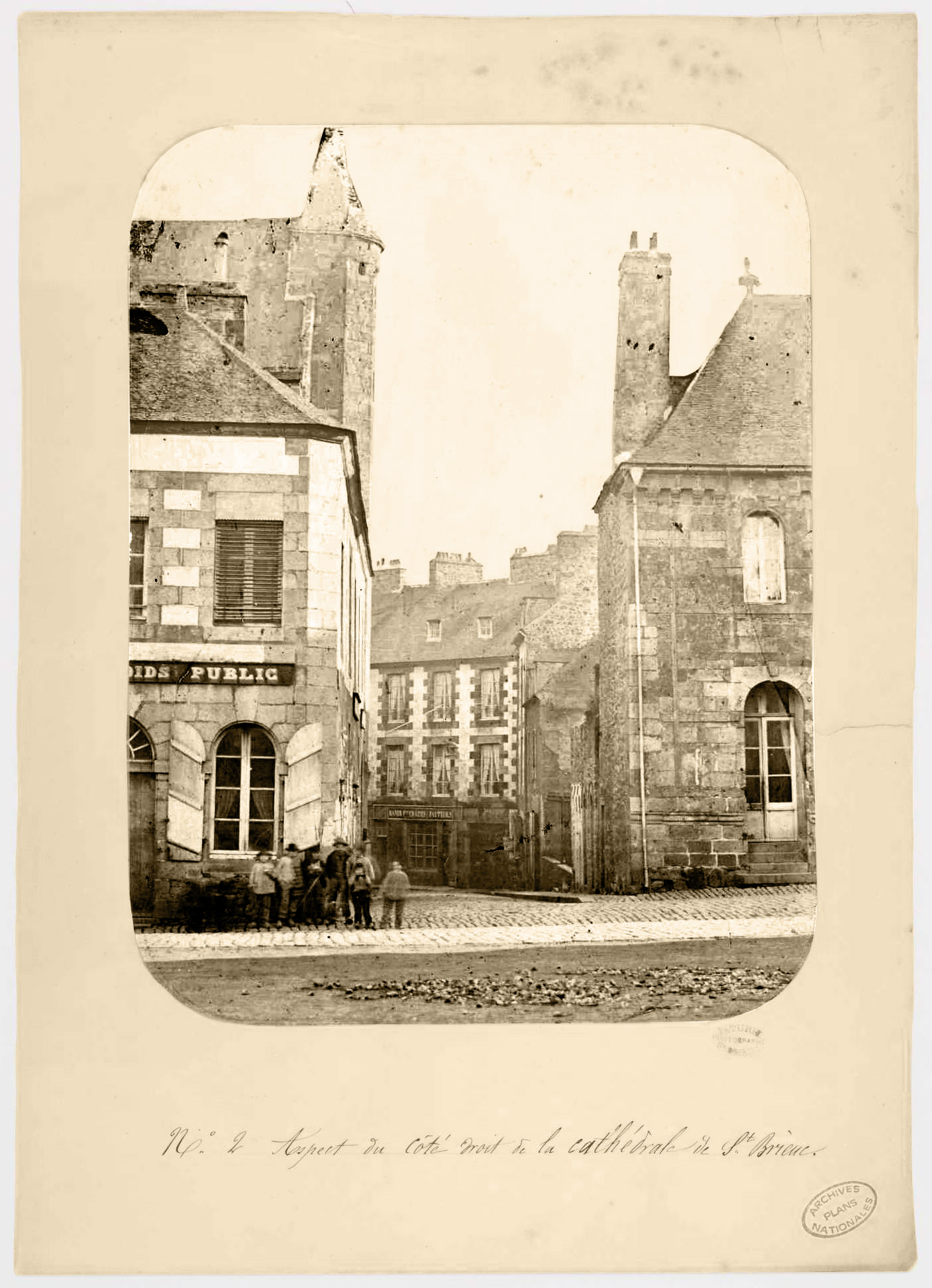
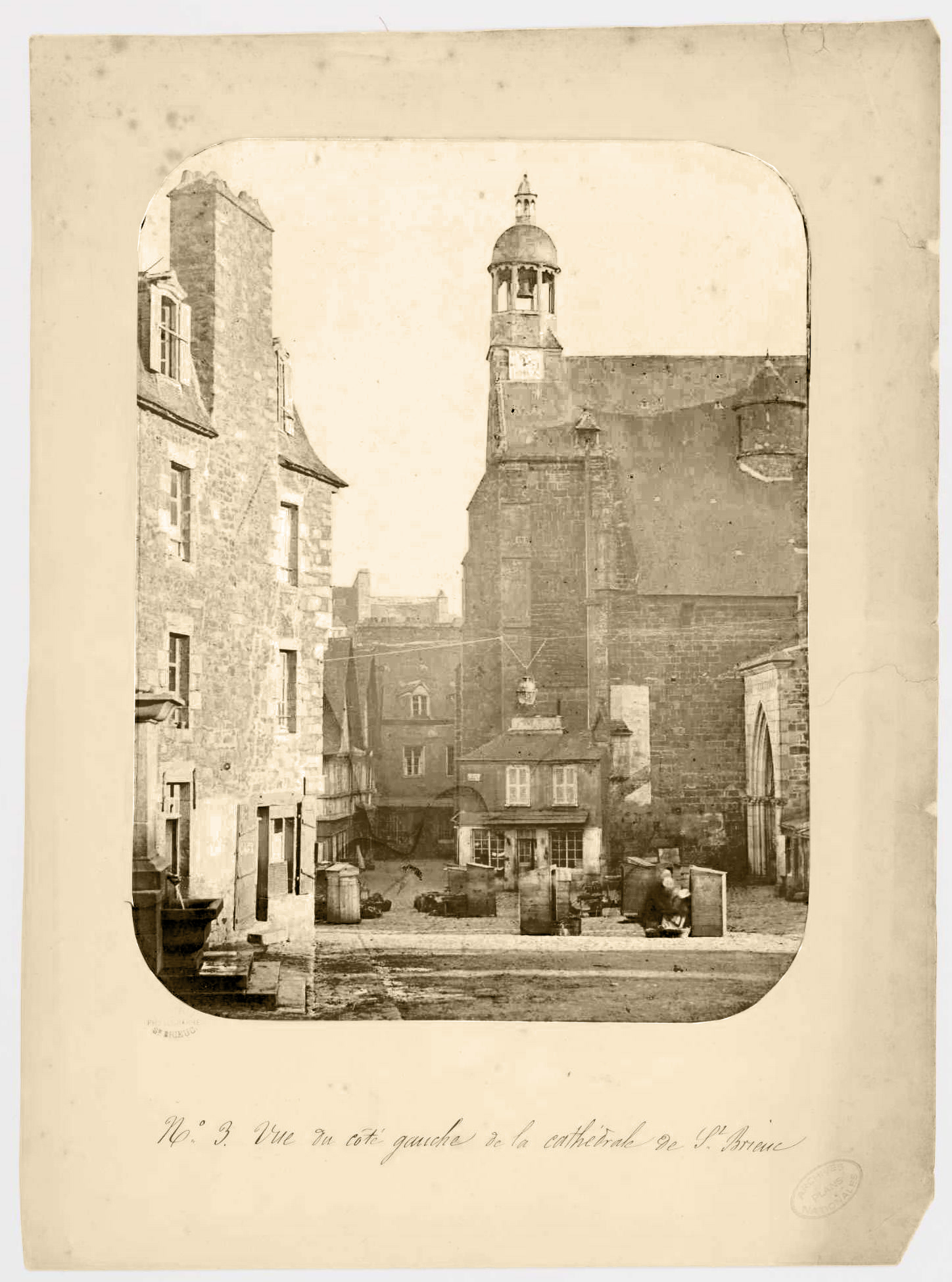

## Collections
- Musée de Bretagne[2]
- Archives nationales